# Balšić
Familia Balšić (Limba română: Balșici; Sârbă: Балшић, pl. Балшићи, Balšići; Limba albaneză: Balsha, pl.Balshajt) a fost o familie de nobili vlahi  care au condus Zeta și zonele de coastă (Muntenegrul de Sud și Albania de Nord), din 1362 până în 1421 în timpul căderii Imperiului Sârb. 
Vasile Balș, înalt funcționar imperial în Bucovina, anexată Austriei, a cerut rudelor sale din Moldova hrisoave menite să dovedească vechimea neamului Balș, în scopul întocmirii unei istorii și genealogii a familiei sale, document care a fost prezentat în 1814 autorităților de la Viena. Rezultatul a fost stabilirea descendenților Balșilor din Moldova, din vechi dinaști medievali ai Zetei, care purtau numele de Balșa, "dovadă" că Balșii din Moldova erau urmașii lor. (dinast = suveran al unui stat mic).